# Quai des Ormes
Le quai des Ormes est une ancienne voie de Paris situé dans le quartier de l'Arsenal de l'ancien 9e arrondissement (actuel 4e).

## Historique
Initialement appelé quai ou port des Barrés, il menait au Moyen Âge à l'hôtel de Sens. Lorsque Charles V (1338-1380) l'absorbe pour faire édifier sa résidence royale, l'hôtel Saint-Pol, il fait embellir le quai qui y mène depuis l'enceinte de Philippe Auguste en y plantant des arbres. La voie est alors renommée quai des Ormetaux, puis quai des Ormes. 
En 1430, la première partie du quai est rebaptisée quai des Célestins, la seconde, située entre la rue Saint-Paul et la rue de l'Étoile, quai Saint-Paul. Le quai des Ormes conserve son appellation jusqu'au seizième siècle où il est renommé quai Monfils en référence à la rue de l'Arche-Beaufils (ancien nom de la rue de l'Étoile) voisine. Il sert alors au déchargement des bateaux. Le marché aux Veaux y est établi de 1646 à 1774 et prend le nom de « place aux Veaux ». Il est élargi par lettres patentes du 22 avril 1769.
La partie entre la rue Geoffroy-l'Asnier et la rue des Nonnains-d'Hyères est par la suite absorbée par le quai de l'Hôtel-de-Ville, celle entre la rue des Nonnains-d'Hyères et la rue de l'Étoile (aujourd'hui rue du Fauconnier) par le quai des Célestins.